# Paul Isenfels
Paul Isenfels, bürgerlich Paul Isigkeit (* 1. Januar 1888 in Gumbinnen/Ostpreußen, heute Gussew/Russland; † 7. Januar 1974 in Lindenberg im Allgäu) war ein deutscher Schauspieler, Schriftsteller und Fotograf.
Paul Isenfels war vor allem Verfechter einer lebensreformatorischen Freikörperkultur in der Tradition von Karl Wilhelm Diefenbach und von Hugo Höppener alias Fidus, beide Maler und ebenfalls Lebensreformer. Mit Vorträgen und durch Publikationen mit eigenen Fotos vermittelte Isenfels seine Idee von Freikörpergymnastik. Seine Publikation „Getanzte Harmonien“ von 1927 illustrieren Fotos, die Schüler der Stuttgarter Schule für Musik und Körperkultur der Ida Herion in expressiven Posen zeigen und zugleich auch den originalen Eindruck des damaligen Parks und der Parkarchitekturen der Villa Weissenburg in Stuttgart wiedergeben.
Isenfels baute sich in den 1920er Jahren ein Haus in Nidden, heute Nida / Litauen, auf der Kurischen Nehrung, wo er bis 1941 lebte und einen Ansichtskartenverlag betrieb. Während des NS-Regimes machte Isenfels, der unverheiratet und kinderlos blieb, auch Fotos von Jungen und Mädchen der Hitlerjugend.

## Eigene Publikationen mit eigenen Fotos
- Paul Isenfels: Gymnastik als Lebensfreude. Stuttgart 1926 (mit 72 fotografischen Illustrationen des Verfassers);
- Paul Isenfels: Getanzte Harmonien. Stuttgart 1927 (mit 120 fotografischen Illustrationen des Verfassers) – abgedruckt in: Klaus Steinke: Teehaus, Tanz und Berg der Wahrheit. Tübingen 2018, S. 146 – 185;
- Paul Isenfels: Nidden, Ostseebad Kurische Nehrung, Memelland. Hrsg. von der Gemeinde-Badeverwaltung Nidden. Leipzig 1934

## Publikation mit Fotos von Isenfels
- Hans Suren: Deutsche Gymnastik. Oldenburg / Berlin 1925 (mit 39 fotografischen Illustrationen von Isenfels)